# Shehbaz Sharif
Mian Muhammad Shehbaz Sharif (Lahore, 23 de setembro de 1951) é um político paquistanês que atua como o 23º e ex Primeiro-Ministro do Paquistão, no cargo de 11 de abril de 2022 a 14 de agosto de 2023. Ele é o atual presidente da Liga Muçulmana do Paquistão (N) (PML-N). Anteriormente em sua carreira política, ele atuou como ministro-chefe do Punjab três vezes, tornando-o o ministro-chefe mais antigo do Punjab.
Em 3 de março de 2024, ele foi reeleito para um segundo mandato como primeiro-ministro paquistanês, obtendo 201 votos do Parlamento do Paquistão contra 92 votos para Omar Ayub Khan, apoiado pelo Movimento Paquistanês pela Justiça.

## Carreira política
Foi eleito para a Assembleia Provincial do Punjab em 1988 e para a Assembleia Nacional do Paquistão em 1990. Ele foi novamente eleito para a Assembleia de Punjab em 1993 e nomeado Líder da Oposição. Ele foi eleito como ministro-chefe da província mais populosa do Paquistão, Punjab, pela primeira vez em 20 de fevereiro de 1997. Após o golpe de estado paquistanês de 1999, Shehbaz e sua família passaram anos de autoexílio na Arábia Saudita, retornando ao Paquistão em 2007. Shehbaz foi nomeado ministro-chefe para um segundo mandato após a vitória do PML-N na província de Punjab nas eleições gerais paquistanesas de 2008. Ele foi eleito ministro-chefe de Punjab pela terceira vez nas eleições gerais de 2013 e cumpriu seu mandato até a derrota de seu partido nas eleições gerais de 2018. Durante seu mandato como ministro-chefe, Shehbaz gozou de uma reputação de administrador altamente competente e diligente. Ele iniciou projetos de infraestrutura ambiciosos em Punjab e foi conhecido por sua governança eficiente. Shehbaz foi nomeado presidente da Liga Muçulmana do Paquistão-N depois que seu irmão, Nawaz Sharif, foi desqualificado do cargo após o caso dos Panama Papers. Ele foi nomeado como o líder da oposição após a eleição de 2018.
Em dezembro de 2019, o National Accountability Bureau (NAB) congelou 23 propriedades pertencentes a Shehbaz e seu filho, Hamza Sharif, acusando-os de lavagem de dinheiro. Em 28 de setembro de 2020, a NAB prendeu Shehbaz no Tribunal Superior de Lahore e o indiciou por lavagem de dinheiro. Ele ficou preso aguardando julgamento. Em 14 de abril de 2021, o Tribunal Superior de Lahore o libertou sob fiança em referência à lavagem de dinheiro. Em meio às crises políticas paquistanesas de 2020-2022, ele foi eleito primeiro-ministro em 11 de abril de 2022 após a moção de desconfiança contra Imran Khan.
Shehbaz nasceu em 23 de setembro de 1951 e pertence à família Sharif, uma família política da Caxemira de língua Punjabi em Lahore, Punjab, Paquistão. Seu pai, Muhammad Sharif, era um empresário e industrial de classe média alta cuja família emigrou de Anantnag na Caxemira para negócios e acabou se estabelecendo na vila de Jati Umra no distrito de Amritsar, Punjab, no início do século XX. A família de sua mãe veio de Pulwama. Após a divisão da independência da Índia e do Paquistão em 1947, seus pais migraram de Amritsar para Lahore. Ele frequentou St. Anthony High School, Lahore.
Shehbaz recebeu o título de Bacharel em Artes pela Government College University, Lahore.
Após a formatura, ele se juntou ao Grupo Ittefaq, de propriedade da família. Ele foi eleito presidente da Câmara de Comércio e Indústria de Lahore em 1985.

## Primeiro-ministro do Paquistão
Em 10 de abril de 2022, Sharif foi indicado como candidato a primeiro-ministro pelos partidos da oposição após um voto de desconfiança no atual primeiro-ministro Imran Khan após a crise constitucional paquistanesa de 2022.
Ele foi eleito primeiro-ministro em 11 de abril de 2022. Ele prestou juramento no mesmo dia, administrado pelo presidente do Senado, Sadiq Sanjrani, em nome do presidente Arif Alvi, que estava de licença médica após reclamar de “desconforto”.

## Vida pessoal
Ele tem dois irmãos, Abbas Sharif e Nawaz Sharif. Nawaz é três vezes eleito primeiro-ministro do Paquistão. Sua cunhada, Kulsoom Nawaz Sharif, foi a primeira-dama do Paquistão por três mandatos não consecutivos.
Shehbaz casou-se com Nusrat Shehbaz em 1973. Eles tiveram quatro filhos: Salman, Hamza e irmãs gêmeas, Javeria e Rabia.
Em 2003, Shehbaz casou-se com sua segunda esposa, Tehmina Durrani. Ele vive em sua casa ancestral em Lahore, Raiwind Palace.

### Fortuna
Shehbaz é empresário de profissão e possui em conjunto o Ittefaq Group, um conglomerado siderúrgico multimilionário.
Em 2013, observou-se que Shehbaz é mais rico do que seu irmão mais velho Nawaz com ₨ 336 900 000 (US$ 2,1 milhões).

## Livro
- ʻAzm o himmat kī dāstān (عزم و همت كى داستان; "Um conto de determinação e coragem"), Lāhore: Sharīf Publications, 2000, 72 p. História e luta de empreendimentos comerciais da família Sharif.